# Esther Scott
Esther Denise Scott (New York, 1953. április 13. – Los Angeles, 2020. február 14.) amerikai színésznő.

## Filmjei
Mozifilmek
- Fekete vidék (Boyz n the Hood) (1991)
- Kőbunkó (Encino Man) (1992)
- Don Juan de Marco (1994)
- The Low Life (1995)
- A lény (Species) (1995)
- Illegal in Blue (1995)
- Bűvölet (The Craft) (1996)
- Tengerre, tata! (Out to Sea)] (1997)
- 187 (1997)
- Az érzékek borzadalma (Senseless) (1998)
- October 22 (1998)
- A kölyök (The Kid) (2000)
- Austin Powers – Aranyszerszám (Austin Powers in Goldmember) (2002)
- Utcai tánc (You Got Served) (2004)
- Serial Killing 4 Dummys (2004)
- Dick és Jane trükkjei (Fun with Dick and Jane) (2005)
- Dreamgirls (2006)
- A boldogság nyomában (The Pursuit of Happyness) (2006)
- I'm Through with White Girls  (2007)
- Sister's Keeper (2007)
- Transformers (2007)
- Gengszterosztag (Gangster Squad) (2013)
- Trust Fund  (2016)
- Egy nemzet születése (The Birth of a Nation) (2016)

Tv-filmek
- Tévedés (False Arrest) (1991)
- Something to Live for: The Alison Gertz Story (1992)
- Gyermekkereskedők (Baby Brokers) (1994)
- The Innocent (1994)
- The Great Mom Swap (1995)
- Woman Undone (1996)
- A Christmas Memory (1997)
- McBride: Farkas a küszöbön (McBride: Semper Fi) (2007)

Tv-sorozatok
- Ewoks (1986, hang, 13 epizódban)
- Bír-lak (Full House) (1994, egy epizódban)
- Melrose Place (1994–1997, három epizódban)
- Ikercsajok (Sister, Sister) (1997–1998, három epizódban)
- The Steve Harvey Show (1998, egy epizódban)
- City Guys (1998–2001, négy epizódban)
- The Geena Davis Show (2000–2001, 22 epizódban)
- The Help (2004, hat epizódban)
- Szívek doktora (Hart of Dixie) (2011–2015, 25 epizódban)